# NGC 5387
NGC 5387 este o galaxie spirală situată în constelația Fecioara. A fost descoperită în 8 mai 1864 de către Albert Marth. Se află la o distanță de 71,12 de megaparseci de Pământ.